# Уилер, Том
Том Уилер (англ. Tom Wheeler) — американский сценарист и продюсер. Известность Том получил благодаря своей работе над мультфильмом Кот в сапогах в качестве сценариста, и создания сериала «Плащ». 

## Основная фильмография
- BOO: Бюро потусторонних операций (2015)
- Кот в сапогах: Три Дьяволёнка (2012)
- Кот в сапогах (2011)
- The Cape (2011)
- Поверхность (2005)
- Империи (2005)
- Tir Nan Og (2003)
- Воображения (2002)
- Лего Фильм: Ниндзяго (2017)

## Работа над фильмами
Том написал сценарий для фильма «Кот в сапогах», спин-оффа «Шрека».
В настоящее время Том Уилер пишет сценарий к фильму кинокомпании DreamWorks Animationс BOO: Бюро потусторонних операций. Он также участвовал в написании сценария для другого анимационного фильма «Trollhunters» вместе с сорежиссёром фильма Гильермо дель Торо.